# Сборная Бельгии по пляжному футболу
Сборная Бельгии по пляжному футболу — национальная команда, которая представляет Бельгию на международных соревновательных дисциплинах по пляжному футболу.

## История
В 2004 году сборная Бельгии дебютировала на неофициальном чемпионате мира. Сборная уступила Уругваю 4:6, Португалии 1:12. Не набрав очков в группе сборная заняла 3-е место в группе и не прошла в плей-офф.
В 2009 году сборная Бельгии участвовала в квалификации чемпионата мира УЕФА. Сборная выиграла Норвегию 9:3, Белоруссию 3:1, уступила Польше 2:3 и заняла 2-е в группе. В 1/8 финала сборная уступила Италии 6:5.

### Чемпионат мира
| 1995  | Не прошла квалификацию   | Не прошла квалификацию   | Не прошла квалификацию   | Не прошла квалификацию   | Не прошла квалификацию   | Не прошла квалификацию   | Не прошла квалификацию   | Не прошла квалификацию   | Не прошла квалификацию   |
| 1996  | Не прошла квалификацию   | Не прошла квалификацию   | Не прошла квалификацию   | Не прошла квалификацию   | Не прошла квалификацию   | Не прошла квалификацию   | Не прошла квалификацию   | Не прошла квалификацию   | Не прошла квалификацию   |
| 1997  | Не прошла квалификацию   | Не прошла квалификацию   | Не прошла квалификацию   | Не прошла квалификацию   | Не прошла квалификацию   | Не прошла квалификацию   | Не прошла квалификацию   | Не прошла квалификацию   | Не прошла квалификацию   |
| 1998  | Не прошла квалификацию   | Не прошла квалификацию   | Не прошла квалификацию   | Не прошла квалификацию   | Не прошла квалификацию   | Не прошла квалификацию   | Не прошла квалификацию   | Не прошла квалификацию   | Не прошла квалификацию   |
| 1999  | Не прошла квалификацию   | Не прошла квалификацию   | Не прошла квалификацию   | Не прошла квалификацию   | Не прошла квалификацию   | Не прошла квалификацию   | Не прошла квалификацию   | Не прошла квалификацию   | Не прошла квалификацию   |
| 2000  | Не прошла квалификацию   | Не прошла квалификацию   | Не прошла квалификацию   | Не прошла квалификацию   | Не прошла квалификацию   | Не прошла квалификацию   | Не прошла квалификацию   | Не прошла квалификацию   | Не прошла квалификацию   |
| 2001  | Не прошла квалификацию   | Не прошла квалификацию   | Не прошла квалификацию   | Не прошла квалификацию   | Не прошла квалификацию   | Не прошла квалификацию   | Не прошла квалификацию   | Не прошла квалификацию   | Не прошла квалификацию   |
| 2002  | Не прошла квалификацию   | Не прошла квалификацию   | Не прошла квалификацию   | Не прошла квалификацию   | Не прошла квалификацию   | Не прошла квалификацию   | Не прошла квалификацию   | Не прошла квалификацию   | Не прошла квалификацию   |
| 2003  | Не прошла квалификацию   | Не прошла квалификацию   | Не прошла квалификацию   | Не прошла квалификацию   | Не прошла квалификацию   | Не прошла квалификацию   | Не прошла квалификацию   | Не прошла квалификацию   | Не прошла квалификацию   |
| 2004  | Групповой раунд          | 2                        | 0                        | 2                        | 5                        | 18                       | -13                      |                          |                          |
| 2005  | Не прошла квалификацию   | Не прошла квалификацию   | Не прошла квалификацию   | Не прошла квалификацию   | Не прошла квалификацию   | Не прошла квалификацию   | Не прошла квалификацию   | Не прошла квалификацию   | Не прошла квалификацию   |
| 2006  | Не прошла квалификацию   | Не прошла квалификацию   | Не прошла квалификацию   | Не прошла квалификацию   | Не прошла квалификацию   | Не прошла квалификацию   | Не прошла квалификацию   | Не прошла квалификацию   | Не прошла квалификацию   |
| 2007  | Не прошла квалификацию   | Не прошла квалификацию   | Не прошла квалификацию   | Не прошла квалификацию   | Не прошла квалификацию   | Не прошла квалификацию   | Не прошла квалификацию   | Не прошла квалификацию   | Не прошла квалификацию   |
| 2008  | Не прошла квалификацию   | Не прошла квалификацию   | Не прошла квалификацию   | Не прошла квалификацию   | Не прошла квалификацию   | Не прошла квалификацию   | Не прошла квалификацию   | Не прошла квалификацию   | Не прошла квалификацию   |
| 2009  | Не прошла квалификацию   | Не прошла квалификацию   | Не прошла квалификацию   | Не прошла квалификацию   | Не прошла квалификацию   | Не прошла квалификацию   | Не прошла квалификацию   | Не прошла квалификацию   | Не прошла квалификацию   |
| 2011  | Не прошла квалификацию   | Не прошла квалификацию   | Не прошла квалификацию   | Не прошла квалификацию   | Не прошла квалификацию   | Не прошла квалификацию   | Не прошла квалификацию   | Не прошла квалификацию   | Не прошла квалификацию   |
| 2013  | Не прошла квалификацию   | Не прошла квалификацию   | Не прошла квалификацию   | Не прошла квалификацию   | Не прошла квалификацию   | Не прошла квалификацию   | Не прошла квалификацию   | Не прошла квалификацию   | Не прошла квалификацию   |
| 2015  | Не прошла квалификацию   | Не прошла квалификацию   | Не прошла квалификацию   | Не прошла квалификацию   | Не прошла квалификацию   | Не прошла квалификацию   | Не прошла квалификацию   | Не прошла квалификацию   | Не прошла квалификацию   |
| 2017  | Не прошла квалификацию   | Не прошла квалификацию   | Не прошла квалификацию   | Не прошла квалификацию   | Не прошла квалификацию   | Не прошла квалификацию   | Не прошла квалификацию   | Не прошла квалификацию   | Не прошла квалификацию   |
| 2019  | Не прошла квалификацию   | Не прошла квалификацию   | Не прошла квалификацию   | Не прошла квалификацию   | Не прошла квалификацию   | Не прошла квалификацию   | Не прошла квалификацию   | Не прошла квалификацию   | Не прошла квалификацию   |
| 2021  | Не прошла квалификацию   | Не прошла квалификацию   | Не прошла квалификацию   | Не прошла квалификацию   | Не прошла квалификацию   | Не прошла квалификацию   | Не прошла квалификацию   | Не прошла квалификацию   | Не прошла квалификацию   |
| 2023  | Не прошла квалификацию   | Не прошла квалификацию   | Не прошла квалификацию   | Не прошла квалификацию   | Не прошла квалификацию   | Не прошла квалификацию   | Не прошла квалификацию   | Не прошла квалификацию   | Не прошла квалификацию   |
| 2025  | Будет определено позднее | Будет определено позднее | Будет определено позднее | Будет определено позднее | Будет определено позднее | Будет определено позднее | Будет определено позднее | Будет определено позднее | Будет определено позднее |
| Итого | 1/23                     | 2                        | 0                        | 2                        | 5                        | 18                       | -13                      |                          |                          |

## Состав
Примечание: Флаги указываются, так как игрок может иметь более одного гражданства по правилам ФИФА.
| № |         | Позиция | Игрок          |
| - | ------- | ------- | -------------- |
|   | Бельгия | Вр      | Янник Румменс  |
|   | Бельгия | Защ     | Кевин Демеу    |
|   | Бельгия | Нап     | Джордж Забукис |
|   | Бельгия | Нап     | Жером Патрис   |

| № |         | Позиция | Игрок                            |
| - | ------- | ------- | -------------------------------- |
|   | Бельгия | Нап     | Рубинельсон Монтейро Ф. Феррейра |
|   | Бельгия |         | Карим Чабай                      |

Тренер: Ив Судан

## Достижения
Чемпионат мира
- 12-е место: 2004

Квалификация чемпионата мира по пляжному футболу (УЕФА)
- 1/8 финала: 2009